# ناعومي كامبل
ناعومي كامبل (بالإنجليزية: Naomi Campbell)‏ (مواليد 1970) هي عارضة أزياء بريطانية من أصل أفريقي، بدأت عملها في الثمانينات وسرعان ما ظهرت في عروض أزياء ميلان وباريس وعلى أغلفة مجلات الأزياء الدولية، وقد عملت أيضا كممثلة في عدة أفلام ومسلسلات منها مسلسل بيتي القبيحة وشاركت في برنامج الوجه the face كمرشدة ومدربة لأربع عارضات أزياء مبتدئات فقد شاركت في نسخته الأسترالية والبريطانية ومؤخرا الأميركية التي لم يحقق فريقها فيه الفوز على مدار موسمين.
كانت لحظتها التاريخية في عرض الازياء هي أنها أول عارضة من أصل أفريقي تظهر على غلاف مجلة فوغ Vogue وقامت المنظمة العالمية للسلم والرعاية والإغاثة بترشيحها سفيرة للنوايا الحسنة.

## روابط خارجية
- ناعومي كامبل على موقع IMDb (الإنجليزية)
- ناعومي كامبل على موقع الموسوعة البريطانية (الإنجليزية)
- ناعومي كامبل على موقع روتن توميتوز (الإنجليزية)
- ناعومي كامبل على موقع مونزينجر (الألمانية)
- ناعومي كامبل على موقع ألو سيني (الفرنسية)
- ناعومي كامبل على موقع ميوزك برينز (الإنجليزية)
- ناعومي كامبل على موقع أول موفي (الإنجليزية)
- ناعومي كامبل على موقع قاعدة بيانات برودواي على الإنترنت (الإنجليزية)
- ناعومي كامبل على موقع قاعدة بيانات الأفلام السويدية (السويدية)
- ناعومي كامبل على موقع إن إن دي بي (الإنجليزية)